# Махатхир Мохамад
Махатхи́р бин Мохама́д (малайск. Tun Dr. Mahathir bin Mohamad, род. 10 июля 1925, Алор-Сетар) — государственный и политический деятель Малайзии, четвёртый премьер-министр страны в 1981–2003 и 2018–2020 годах. В общей сложности занимал должность главы правительства Малайзии 24 года. Считается автором «экономического чуда», превратившего сырьевую страну в передового экспортёра высокотехнологичной продукции.

## Биография
Родился в семье школьного учителя в городе Алор-Сетаре, штат Кедах. По образованию врач: в 1953 году окончил медицинский факультет Университета Малайя в Сингапуре. До 1957 года работал в гражданской администрации, позже вёл частную медицинскую практику.
В 1946 году вступил в только что основанную Объединённую малайскую национальную организацию (ОМНО). В 1964 году стал членом парламента от ОМНО. В 1969 году за критику политики премьер-министра Абдул Рахмана исключён из ОМНО и лишён депутатского мандата. Тогда же написал книгу «Малайская дилемма», которая сразу же была запрещена в стране.
В 1972 году при новом премьер-министре Абдул Разаке восстановлен в ОМНО и через год назначен сенатором. С 1974 года — министр образования и снова депутат парламента. На посту министра усилил государственный контроль над университетами, что встретило недовольство в университетской среде. С 1975 года — один из трёх вице-президентов ОМНО. В 1976—1981 годах — заместитель премьер-министра, одновременно в 1978—1981 годах — министр торговли и промышленности. Активно выступал за долгосрочное инвестирование в производство, особенно в тяжёлую и автомобильную промышленности.

### Руководство страной

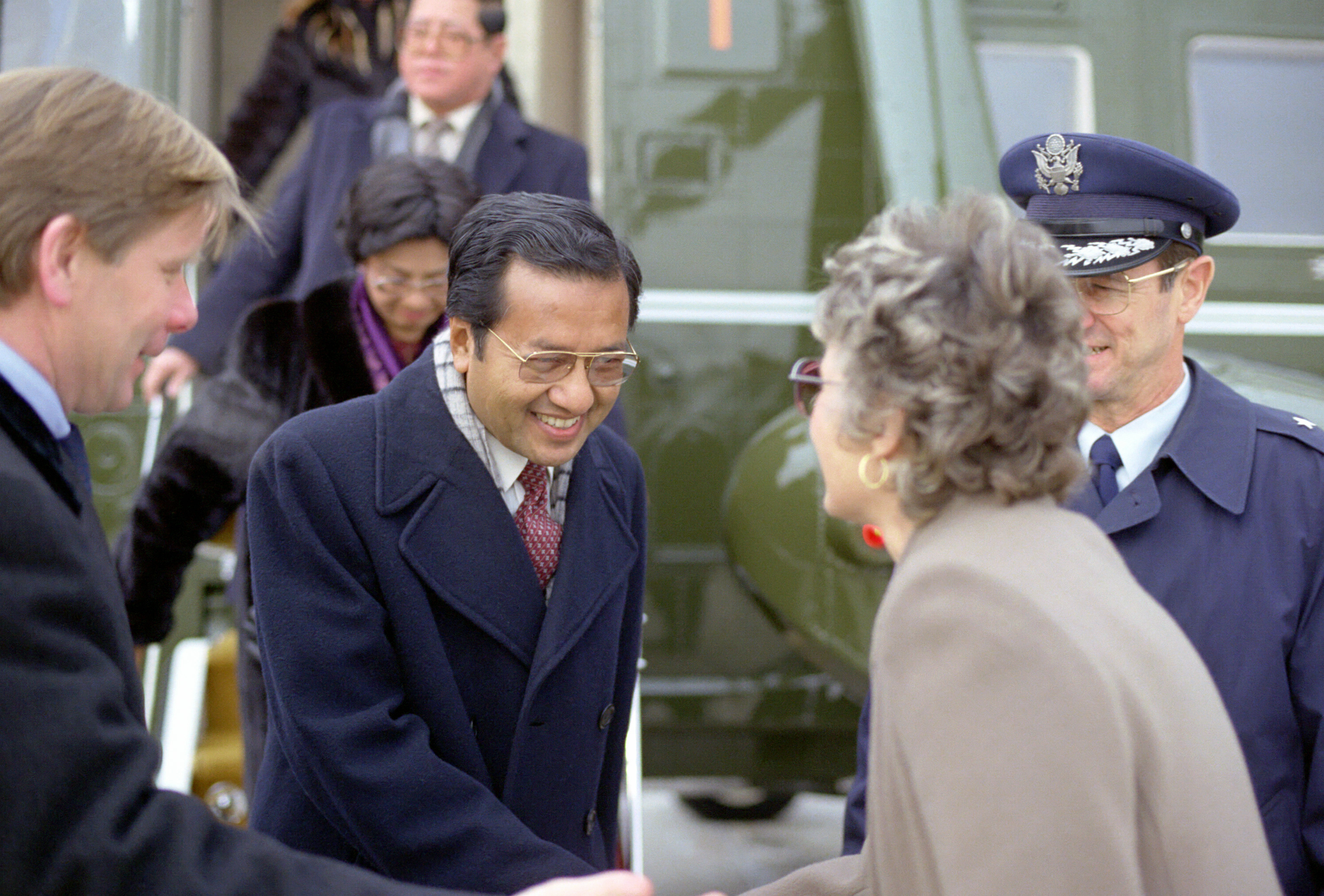
Махатхир посещает США в 1984 году

С 16 июля 1981 до 31 октября 2003 года — президент партии ОМНО и премьер-министр (первый, не учившийся в Британии и не имеющий малайско-королевских корней) после отставки по состоянию здоровья Хуссейна Онна.
Одним из первых шагов стали амнистия для 21 политзаключённого (включая журналиста Самада Исмаила и бывшего замминистра Абдуллы Ахмада) и назначение заместителем премьер-министра своего соратника Мусы Хитама. Затем основными его целями были консолидация руководства правящей партии и правительства и подготовка к выборам 1982 года. Победив на них (партия набрала 60,5 % и 132 из 154 мест в парламенте), он стал укреплять централизацию власти в стране, что вызвало конфликт с султанами отдельных штатов. Экономическая политика отличалась стремлением к приватизации предприятий госсектора в стиле «тэтчеризма». Были приватизированы авиакомпании, коммунальные и телекоммуникационные фирмы. Было развёрнуто строительство автомагистрали «Север-Юг» от границы с Таиландом до границы с Сингапуром. Был также реализован проект строительства современного автопроизводства (первое время совместно с 'Mitsubishi") марки Proton, ставшего к концу 1980-х крупнейшим автопроизводителем в Юго-Восточной Азии.
На парламентских выборах 1986 года возглавляемая им ОМНО вновь победила, получив 57,3 % голосов и 148 из 177 мест в парламенте. В 1987 году имел место период активного подавления оппозиции (операция «Лаланг»), в рамках которого свыше ста человек (активисты НПО, оппозиционные политики, представители интеллигенции, ряд студентов, художников и учёных) были задержаны без суда по Закону о внутренней безопасности (ISA). Последовал также отзыв лицензий на публикацию ежедневных газет The Star и Sin Chew Jit Poh и двух еженедельных газет, The Sunday Star и Watan.
На парламентских выборах 1990 года ОМНО получила 53,4 % голосов и 127 из 180 мест в парламенте. После выборов была анонсирована программа «Видение 2020». Одновременно после долгих с сложных дискуссий премьер-министру удалось добиться снятия иммунитета с глав штатов (султанов) и членов королевских семей, сократить их полномочия и одновременно сократить их финансовую поддержку. В 1994 году были приняты соответствующие конституционные поправки.
Парламентские выборы 1995 года окончились триумфом ОМНО и его лично — партия получила 65,2 % и 162 места из 192 в парламенте. Вскоре начал развиваться проект «Мультимедийный суперкоридор — малайский аналог «Силиконовой долины», расположенный к югу от Куала-Лумпура на площади 15х50 км и ряд других амбиционных проектов (включая строительство трассы «Формулы-1» в Сепанге).

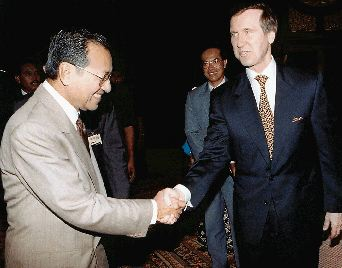
Махатхир встретился с министром обороны США Уильямом Коэном в Куала-Лумпуре 12 января 1998 года

В ходе Азиатского финансового кризиса 1997—1998 годов отказался от жёсткой денежно-кредитной и фискальной политики вопреки рекомендациям МВФ, требовавшим в том числе и сворачивания государственной поддержки крупных проектов, бывших краеугольным камнем стратегии развития Махатхира Мохамада. Были увеличены государственные расходы и фиксированный курс ринггита к доллару США. Результат посрамил своих международных и внутренних критиков, а также экспертов МВФ. Малайзия оправилась от кризиса быстрее, чем другие страны Юго-Восточной Азии. Это стало политическим триумфом Махатхира Мохамада. После следующих выборов в 1999 году партия ОМНО получила (56,5 % и 147 мест из 192 в парламенте).
Реакция Махатхира Мохамада на кризис и его неприятие рекомендаций МВФ вызвали резкое противостояние премьер-министра с вице-премьером и заместителем главы ОМНО Анваром Ибрагимом (требовавшим выполнения условий МВФ) — последний был снят со всех постов и посажен в тюрьму по обвинению в коррупции и содомии. Организация «Международная Амнистия» объявила его узником совести, назвав дело политически мотивированным.

### Отставка и последующая деятельность

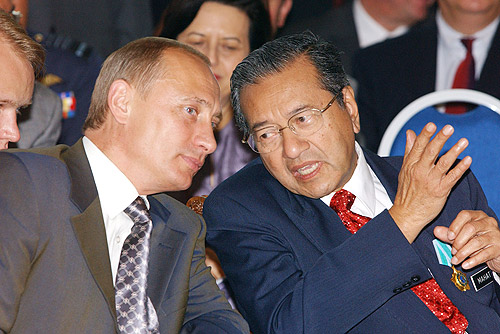
5 августа 2003 г. Махатхир Мохамад встретился с президентом РФ В. Путиным в Путраджайе

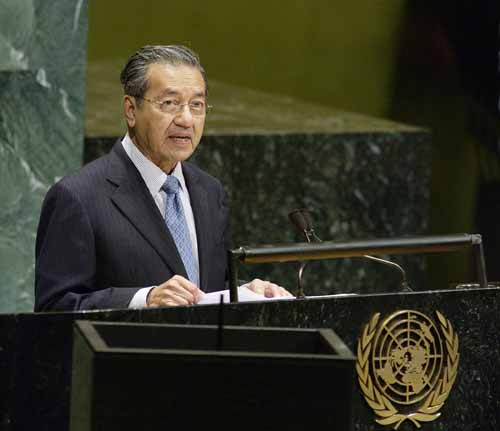
Махатхир Мохамад выступает на Генеральной Ассамблее ООН 25 сентября 2003 г.

В 2002 году на съезде ОМНО объявил о своей скорой отставке и объявил Абдуллу Бадави своим преемником. 31 октября 2003 года ушёл в отставку.
Однако уже в 2006 году попробовал собрать вокруг себя оппозиционные новому лидеру партии силы, но безуспешно. 19 мая 2008 года, после выборов, в ходе которых ОМНО потеряло парламентское большинство в 2/3, и пытаясь оказать давление на премьер-министра Абдуллу Бадави, заставив его покинуть пост в пользу своего заместителя Наджиба Разака, заявил о выходе из ОМНО. Вернулся в партию, как только Наджиб Разак занял пост премьер-министра (в 2009 году).
В 2011 году назначен канцлером-основателем Университета Пердана (частный университет в Куала-Лумпуре).
В 2015 году начал призывать уже правительство Разака к отставке, резко критикуя его за коррупционные скандалы наподобие связанного с компанией 1MDB (1Malaysia Development Berhad). Отколовшись от Объединённой малайской национальной организации, Махатхир Мохамад 7 сентября 2016 года со своими сторонниками (в том числе заместителем премьер-министра Мухиддином Яссином) учредил новую политическую силу — Объединённую партию сынов земли Малайзии. 8 сентября 2016 года его новая партия была зарегистрирована. Она присоединилась к оппозиционной коалиции преимущественно левых и центристских сил «Пакт/Блок надежды» (Pakatan Harapan), ранее бывших традиционными критиками Махатхира Мохамада в Народном блоке (Pakatan Rakyat).

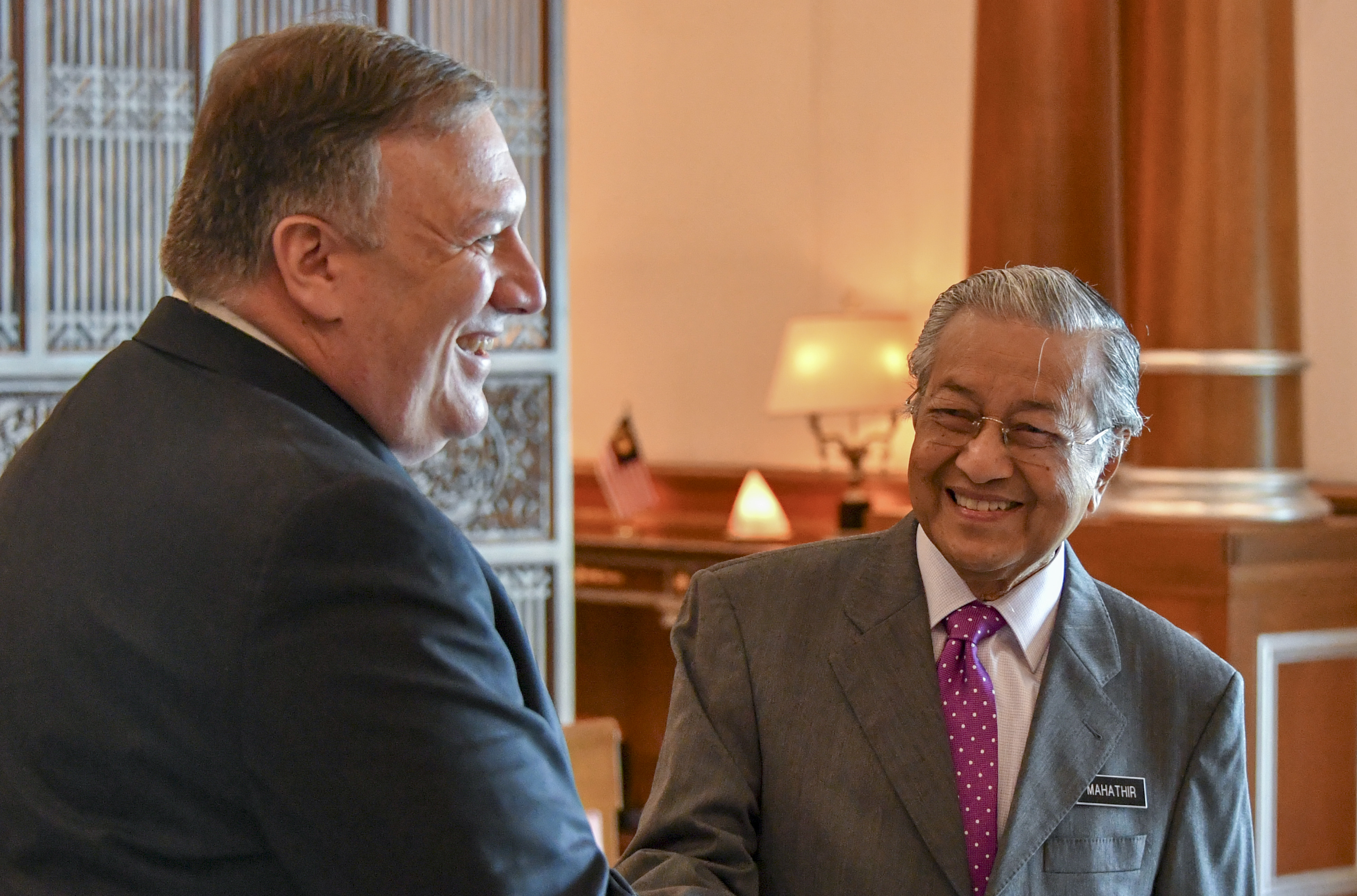
3 августа 2018 года Махатхир Мохамад встретился с госсекретарём США М. Помпео в Путраджайе

8 января 2018 года Махатхир Мохамад был заявлен как кандидат «Пакта надежды» на должность премьер-министра по итогам предстоящих выборов мая 2018 года — с тем, чтобы в случае победы немедленно помиловать своего бывшего союзника, а затем непримиримого оппонента Анвара Ибрагима и передать управление правительством ему.
10 мая 2018 года избран премьер-министром Малайзии, в свои 92 года стал самым старым из действующих глав государств. В составе его седьмого кабинета было 13 министров. После 2 июля 2018 число министров увеличилось.
В феврале 2020 году ушёл в отставку.
В 2021 вместе с пятью депутатами от ОМНО основал «Партию борцов за родину».
На выборах в ноябре 2022 года проиграл выборы в одномандатном округе, а его партия не смогла получить ни одного места в парламенте.

## Внешнеполитические взгляды
Практически с самого начала им был провозглашён приоритет азиатским моделям развития, а не европейским или американской. Считал основным приоритет стабильности и экономического роста и благосостояния над гражданскими свободами в их западном понимании. Одновременно с самого начала им велась публичная критика внешней политики США, хотя США сохраняли свою роль главного инвестора и основного военного партнёра Малайзии.
В 2003 году им критиковалась Иракская война, начавшаяся без санкции ООН. В своём интервью малайской газете «The Star» 18 октября 2004 года он заявил: «Американцы, по большому счёту, очень невежественны и ничего не знают об остальном мире… Тем не менее они являются людьми, которые решают, кто будет самым сильным человеком в мире».
Всегда являлся сторонником создания палестинского государства и противником Израиля (въезд на территорию страны гражданам Израиля издавна запрещён), кризис 1997-го был объявлен им «результатом заговора евреев по обрушению ринггита» (позже он частично дезавуировал это обвинение, но исключительно для иностранных наблюдателей). В 2003-м в ходе саммита Организации исламского сотрудничества он сделал следующее заявление:
Сегодня евреи правят миром по доверенности. Они заставляют других бороться и умирать за них. Они изобрели социализм, коммунизм, права человека и демократию, но их преследование объявляется неправильным, потому что они имеют равные права с другими. Поэтому они уже получили контроль над наиболее могущественными странами. А они, это крошечное сообщество, фактически стали мировой державой.
 Вместе с этим он заявлял: «Я не антисемит… Я против тех евреев, которые убивают мусульман и которые поддерживают убийц мусульман».
Одновременно считал Запад и особенно Евросоюз антимусульманским и использующим двойные стандарты при защите евреев и мусульман.
Принял участие в урегулировании конфликта в Боснии и Герцеговине (которую впоследствии активно посещал), за что в 2007 году номинировался на Нобелевскую премию мира.
В 2014 году высказал мнение, что террористические акты 11 сентября 2001 года организовали не мусульмане, а спецслужбы и правительство США.

## Итоги деятельности за 1980—1990 годы
При нём Малайзия превратилась из страны со слаборазвитой аграрной экономикой в одного из «азиатских тигров». Пропагандировал «азиатские ценности» в противовес западным, возглавлял международное движение неприсоединения. Совокупность его взглядов (считался, в частности, националистом) получила название «махатхиризм».
Начал эпоху мегапроектов — например, строительства башен-близнецов Петронас (в то время это было самое высокое в мире здание), международного аэропорта Куала-Лумпур, скоростной автомагистрали «Север — Юг», международного автодрома Сепанг. Быстрый экономический рост, начавшийся в 1980-е, продлился до середины 1990-х годов.
Автор программы «Видение 2020», ставящей целью превращение Малайзии в индустриально развитое государство к 2020 году и рассчитанная на ежегодный рост ВВП в среднем на 7 % и стабильное повышение уровня жизни населения страны (уже к 1995 году число бедных сократилось до 9 %). До кризиса 1998 года рост ВВП в среднем составлял 9 %. Большой заслугой Махатхира считается быстрое преодоление финансового кризиса 1998 с опорой на собственные силы и с увеличением госрасходов вопреки всем рекомендациям МВФ. В качестве превентивной меры в отношении подобных экономических потрясений в будущем он выдвинул «проект золотого динара», который подразумевает создание обеспеченной золотом международной валюты.
Возглавлял делегации Малайзии на многих международных форумах. Инициатор создания развивающимися странами неправительственной комиссии Юга по вопросам развития. В 1987 избран председателем международной конференции по борьбе со злоупотреблением наркотиков и их незаконным оборотом. В июле-августе 1987 посетил Москву с официальным визитом.
Почётный член РАЕН (2000). Великий Командор ордена Защитника Королевства (Seri Maharaja Mangku Negara, что даёт право на титул «Тун»). Почетный доктор Perdana University (2018).
Его официальная резиденция Шри Пердана, в которой он работал в 1983—1999 годах, превращена в музей. В 1998 и 2007 годах выпускались марки с его портретом.

## Семья
Жена (с 1956 года) — Сити Хасма Мохамед Али (1926) — известный в стране медик, номинальный президент Университета мультимедиа.
7 детей — Марина (общественный деятель и писательница), Мирзан, Мелинда, Мохзани (один из богатейших предпринимателей страны), Мухриз (1964, бизнесмен, с 2008 года — депутат парламента страны, с 2013 года — главный министр штата Кедах), Майзура и Мажар.

## Награды
- Рыцарь Большой ленты Ордена Белого слона (1981 год, Таиланд)[41].
- Командор Большого креста ордена Полярной звезды (1981 год, Швеция)[41].
- Орден «За дипломатические заслуги» 1 класса (1983 год, Республика Корея)[41].
- Большой крест Национального ордена Мали (1984 год, Мали)[41].
- Кавалер ордена Звезды Индонезии 1 класса (1987 год, Индонезия)[42]
- Большая лента Ордена Освободителя (1990 год, Венесуэла)[41].
- Большой крест Ордена Ацтекского орла (1991 год, Мексика)[41].
- Орден Восходящего солнца 1 класса (1991 год, Япония)[41].
- Большой крест Ордена Заслуг (1991 год, Чили)[41].
- Большой крест Ордена Освободителя Сан-Мартина (1991 год, Аргентина)[41].
- Орден Дракона Боснии (1996 год, Босния и Герцеговина)[41].
- Командор ордена Великой звезды Джибути (1996 год, Джибути)[41].
- Орден Королевской семьи Брунея І степени (1997 год, Бруней)[41].
- Орден Мубарака Великого (1997 год, Кувейт)[41].
- Большая лента Ордена Заслуг (1997 год, Ливан)[41].
- Орден «Хосе Марти» (1997 год, Куба)[41].
- Большой крест Ордена Заслуг перед Республикой Польша (2002 год, Польша)[41].
- Орден Дружбы (4 июля 2003 года, Россия) — за большой вклад в укрепление дружбы и сотрудничества между Российской Федерацией и Малайзией[43].
- Орден «Достык» I степени (2011 год, Казахстан)[44].
- Орден Цветов павловнии (2018 год, Япония)[45].
- Орден Пакистана 1 класса (2019 год, Пакистан)[46].
- Орден Республики (2019 год, Турция)[47].

## Факты
- Весь период нахождения во второй раз на посту премьер-министра с 10 мая 2018 года по 29 февраля 2020 года являлся самым пожилым действующим главой правительства в мире.
- Является самым пожилым руководителем Малайзии за всю её историю.
- Автор нескольких стихотворений, в том числе «Малайцы легко прощают», которое положено на музыку[48].

## Сочинения
- The Malay Dilemma. Singapore: Asia Pacific Press, 1970
- «От имени своего народа». М.: «Летопись», 1998[49].
- Мохамад М. Путь вперёд = The Way Forward. — Минск: Харвест, 2009. — 192 с. — ISBN 978-985-16-7710-4.